# Housni al-Zaim

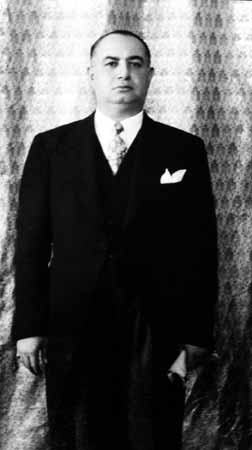

Husni az-Zaim (Arabisch: حسني الزعيم) (Aleppo, 1897 - Damascus, 14 augustus 1949) was een Syrisch kolonel en lid van de nationalistische Syrische Socialistische Nationale Partij (SSNP) van Antun Saadeh. Op 30 maart 1949 pleegde Az-Zaim de eerste staatsgreep in de naoorlogse Arabische wereld.
Hij werd president en streefde naar een Groot-Syrisch Rijk bestaande uit Syrië en Libanon. In juni 1949 steunde hij samen met de koning van Jordanië, Abdoellah, de Libanese SSNP-leider Antun Saadeh bij diens opstand tegen de regering van Libanon, maar trok later zijn steun in, waardoor Saadeh om het leven kwam. 
Az-Zaim werd bij een staatsgreep op 14 augustus 1949 samen met zijn premier Moushin El Barazi afgezet en geëxecuteerd.